# Le Chefresne
Le Chefresne est une ancienne commune française, située dans le département de la Manche en région Normandie, devenue le 1er janvier 2016 une commune déléguée au sein de la commune nouvelle de Percy-en-Normandie.
Elle est peuplée de 257 habitants.

## Géographie
La commune est située dans le sud du Pays saint-lois. L'atlas de paysages de la Basse-Normandie la place dans l'unité du Bocage en tableaux située principalement à l'est de Saint-Lô, mais qui comporte une exclave au sud-ouest dont fait partie Le Chefresne, et caractérisée par « une série de vallées parallèles sud-ouest/nord-est » aux « amples tableaux paysagers ». Son bourg est à 3,5 km au sud-est de Percy, à 10 km au nord-est de Villedieu-les-Poêles et à 12 km au nord-ouest de Saint-Sever-Calvados.
Le bourg du Chefresne est traversé par la route départementale no 58 reliant Percy au nord-ouest à Saint-Sever-Calvados au sud-est. Elle y croise la D 208 rejoignant la route Villedieu-Saint-Lô à l'ouest et la D 28 (limitant le territoire au sud-est) menant à Tessy-sur-Vire à l'est. L'A84 peut être atteinte par Pont-Farcy (sortie 39) au nord-est ou par Villedieu-les-Poêles (sortie 38) au sud-ouest.
Le Chefresne est entièrement dans le bassin de la Sienne, par ses affluents la Gièze, qui délimite le territoire au nord, et le Tancray, faisant fonction de limite au sud. Le principal affluent de la Gièze, la rivière du Chefresne, collecte les eaux de la plus grande partie de la commune et arrose le bourg.
Le point culminant (228 mètres) se situe à l'extrême est, près du lieu-dit le Chêne Guérin. Le point le plus bas (115 mètres) correspond à la sortie du territoire de la rivière du Chefresne, un sous-affluent de la Sienne par la Gièze, à l'ouest. La commune est bocagère.
La pluviométrie annuelle avoisine les 1 100 mm. La station météorologique la plus proche est celle de Granville-Cap Lihou, distante de 32 kilomètres, dont les données sont comparables, atténuées par la position plus continentale.
Les lieux-dits sont, du nord-ouest à l'ouest, dans le sens horaire, la Cardonnerie, les Guérendes, les Vallées, Meslin, le Moulin Girard, la Bévinière, la Cavée (au nord), la Crespinière, Hamel Castel, le Chêne Guérin, le Neufbourg de Haut, le Neufbourg, Hinet, la Loudière, la Massière, le Pont (à l'est), la Brunetière, le Hamel du Bois, le Bourg, la Maheudière, la Biliardière, la Logerie, le Domaine, la Salmonière, le Guibaret, le Buisson, la Coudraye (au sud), le Hamel au Prince, la Fidelière, la Thihardière, le Hamel au Dormeur, la Clémentière, la Belle Chaise, la Belouze, la Huberdière, les Naudières, le Court Champ, la Présentière, le Hamelet, Langloisière (à l'ouest), la Monnerie, Villeneuve, le Gros Chêne, la Dainoisière, le Rocher, la Lande et le Hamel de Val.
| Percy (comm. nouv. de Percy-en-Normandie) | Percy (comm. nouv. de Percy-en-Normandie), Montabot | Montabot  |
| Percy (comm. nouv. de Percy-en-Normandie) | du Chefresne                                        | Margueray |
| La Colombe                                | La Colombe, Montbray                                | Margueray |

## Toponymie
Le nom de la localité est attesté sous les formes de Cava Fraxino vers 1155, de Cheiffresne en 1213.
Si le frêne, arbre des forêts tempérées bien adapté aux bocages, semble bien à l'origine du toponyme, l'épithète le précédant fait débat. Pour Albert Dauzat et Charles Rostaing, il tire son origine du latin caput, « tête », caractérisant ainsi un lieu avec un grand frêne. René Lepelley y voit le latin cavus, « creux », par l'ancien français chave. D'autres suivent cet avis, citant l'ancien français chief fresne, cheif fresne, chef fresne, « frêne creux ».
Il s'agit d'un toponyme médiéval précoce (étant donné l'absence initiale d'article). Une telle appellation évoquant un arbre remarquable est souvent liée en toponymie à la notion de limite (de domaine, de fief, de paroisse, de juridiction…).
Le gentilé est Chefresnais.

## Histoire
La baronnie de la Roche-Tesson (La Colombe) s'étendait entre autres sur le territoire paroissial.
Au moment de la Réforme, Le Chefresne s'impose comme un bastion du protestantisme, influence qui marquera durablement la commune. En 1878, l’abbé Lecanu évoque cette période avec une formule évocatrice : « Au XVIe siècle, Le Chefresne se laissa envahir par le protestantisme et n’en est pas guéri : il y a un temple »[réf. nécessaire].
À partir de 1944, au lieu-dit le Chêne Guérin, Le Chefresne accueille deux cimetières provisoires où reposent 1 202 soldats américains jusqu'en 1948 et 1 628 soldats allemands jusqu'en 1957, tombés lors des combats pour la libération de Percy et de ses alentours.
Le 1er janvier 2016, Le Chefresne intègre avec Percy la commune de Percy-en-Normandie créée sous le régime juridique des communes nouvelles instauré par la loi no 2010-1563 du 16 décembre 2010 de réforme des collectivités territoriales. Les communes du Chefresne et Percy deviennent des communes déléguées et Percy est le chef-lieu de la commune nouvelle.

## Politique et administration

### Tendances politiques et résultats
Candidats ou listes ayant obtenu plus 5 % des suffrages exprimés lors des dernières élections politiquement significatives :
- Régionales 2015[14] :
  - 1er tour (51,61 % de votants) : Nicolas Bay (FN) 29,25 %, Hervé Morin (Union de la droite) 28,30 %, Yanic Soubien (EÉLV) 16,04 %, Nicolas Mayer-Rossignol (Union de la gauche) 8,49 %, Nicolas Calbrix (DLF) 5,66 %.
  - 2e tour (53,00 % de votants) : Hervé Morin (Union de la droite) 40,54 %, Nicolas Bay ([Rassemblement national|FN) 36,04 %, Nicolas Mayer-Rossignol (Union de la gauche) 23,42 %.
- Européennes 2014[15] (42,79 % de votants) : FN (Marine Le Pen) 39,33 %, UMP (Jérôme Lavrilleux) 17,98 %, UDI - MoDem (Dominique Riquet) 14,61 %, ND (Arthur Devriendt) 7,87 %, EÉLV (Karima Delli) 6,74 %, PS-PRG (Gilles Pargneaux) 6,74 %.
- Législatives 2012[16] :
  - 1er tour (57,14 % de votants) : Philippe Gosselin (UMP) 37,27 %, Christine Le Coz (PS) 25,45 %, Denis Féret (FN) 21,82 %, Fernand Le Rachinel (PDF) 6,36 %.
  - 2e tour (60,83 % de votants) : Philippe Gosselin (UMP) 50,40 %, Christine Le Coz (PS) 49,60 %.
- Présidentielle 2012[17] :
  - 1er tour (79,72 % de votants) : Marine Le Pen (FN) 25,15 %, François Hollande (PS) 20,36 %, Nicolas Sarkozy (UMP) 19,76 %, François Bayrou (MoDem) 16,77 %, Jean-Luc Mélenchon (FG) 6,59 %, Nicolas Dupont-Aignan (DLR) 5,39 %.
  - 2e tour (82,49 % de votants) : Nicolas Sarkozy (UMP) 51,52 %, François Hollande (PS) 48,48 %.

### Liste des maires
| Période        | Période       | Identité            | Étiquette       | Qualité                     |
| -------------- | ------------- | ------------------- | --------------- | --------------------------- |
| 1912           | 1919          | Albert Godard       |                 |                             |
| 1919           | 1935          | Désiré Larsonneur   |                 |                             |
|                |               |                     |                 |                             |
| 1955           | 1983          | Auguste Horel       |                 |                             |
|                |               |                     |                 |                             |
| 1989           | mars 2001     | Alfred Varin        |                 |                             |
| mars 2001      | juin 2012     | Jean-Claude Bossard | Europe Écologie | Agriculteur, démissionnaire |
| septembre 2012 | décembre 2015 | Dominique Zalinski  |                 | Employée de banque          |

Le conseil municipal était composé de onze membres dont le maire et deux adjoints. Ces conseillers intègrent au complet le conseil municipal de Percy-en-Normandie le 1er janvier 2016 et Dominique Zalinski devient maire délégué suivie de Yohann Leroutier en mai 2020.

### Politique environnementale
En 2010, le conseil municipal choisit un fournisseur d'électricité à partir d'énergies renouvelables (Enercoop). Le territoire est entretenu en désherbage alternatif, et la commune s'engage également dans des chantiers humanitaires au Togo.
En juin 2012, le maire Jean-Claude Bossard est mis en garde à vue, dans le cadre de son opposition active à la construction d’une ligne à très haute-tension (THT) reliant le futur EPR de Flamanville au réseau électrique national. Il démissionne, suivi de tous les membres du conseil municipal, qui sont réquisitionnés et conduits de force par la gendarmerie pour assurer le scrutin du premier tour des élections législatives.

## Démographie
En 2021, la commune comptait 257 habitants. Depuis 2004, les enquêtes de recensement dans les communes de moins de 10 000 habitants ont lieu tous les cinq ans (en 2008, 2013, 2018, etc. pour Le Chefresne) et les chiffres de population municipale légale des autres années sont des estimations.
Le Chefresne a compté jusqu'à 884 habitants en 1836.
| 1793 | 1800 | 1806 | 1821 | 1831 | 1836 | 1841 | 1846 | 1851 |
| ---- | ---- | ---- | ---- | ---- | ---- | ---- | ---- | ---- |
| 764  | 710  | 838  | 811  | 876  | 884  | 851  | 832  | 833  |

| 1856 | 1861 | 1866 | 1872 | 1876 | 1881 | 1886 | 1891 | 1896 |
| ---- | ---- | ---- | ---- | ---- | ---- | ---- | ---- | ---- |
| 840  | 806  | 761  | 799  | 833  | 754  | 738  | 714  | 685  |

| 1901 | 1906 | 1911 | 1921 | 1926 | 1931 | 1936 | 1946 | 1954 |
| ---- | ---- | ---- | ---- | ---- | ---- | ---- | ---- | ---- |
| 626  | 617  | 588  | 507  | 518  | 547  | 540  | 518  | 506  |

| 1962 | 1968 | 1975 | 1982 | 1990 | 1999 | 2008 | 2013 | 2018 |
| ---- | ---- | ---- | ---- | ---- | ---- | ---- | ---- | ---- |
| 491  | 452  | 320  | 292  | 264  | 279  | 302  | 297  | 303  |

| 2019 | - | - | - | - | - | - | - | - |
| ---- | - | - | - | - | - | - | - | - |
| 305  | - | - | - | - | - | - | - | - |

## Culture locale et patrimoine

### Lieux et monuments
- Temples protestants du Chefresne (1612) au lieu-dit le Neufbourg. Le cimetière, le petit temple protestant (voué au culte) et le grand temple inachevé sont classés, en 2006, aux monuments historiques[28]. Le petit temple fut construit de entre 1819 et 1824 et le grand temple, à l'initiative d'Eugène Sabatier (1809-1847) pasteur au Chefresne, commencé en 1847[29]. Aidée d'un donateur, la commune qui avait racheté le site en 2001, entreprend des travaux de restauration achevés en 2010[30].

Un premier temple existait de 1612 à 1679 au Chêne-Guérin.
- If multiséculaire du cimetière.
- Église Saint-Pierre d'origine romane. Elle conserve des vestiges du XIIe siècle, le reste ayant été plusieurs fois remanié, dont une grande partie au XIXe siècle. La tour est datée de 1746. L'entrée est pavée de pierres tombales du XVIIe siècle. Elle abrite une chaire à prêcher et confessionnal du XVIIIe, des vitraux du XXe de Mauméjean sur la vie de saint Pierre, apôtre.
- Monument aux morts dans le cimetière.
- Croix de cimetière du XVIIe siècle, croix de chemin du XIXe siècle.
- Anciens presbytères (privés), catholique au bourg et protestant à la Maheudière.

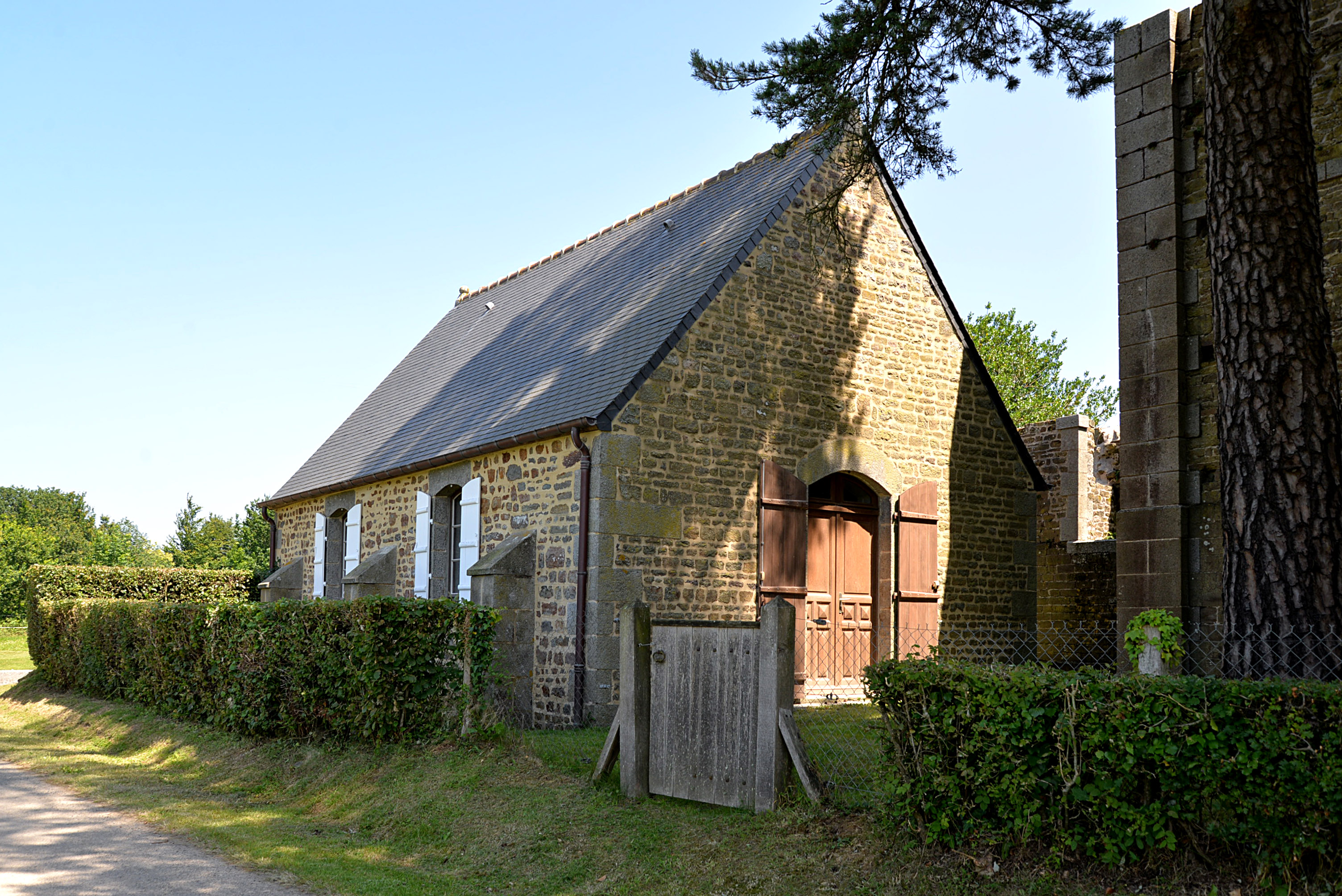
Le petit temple.
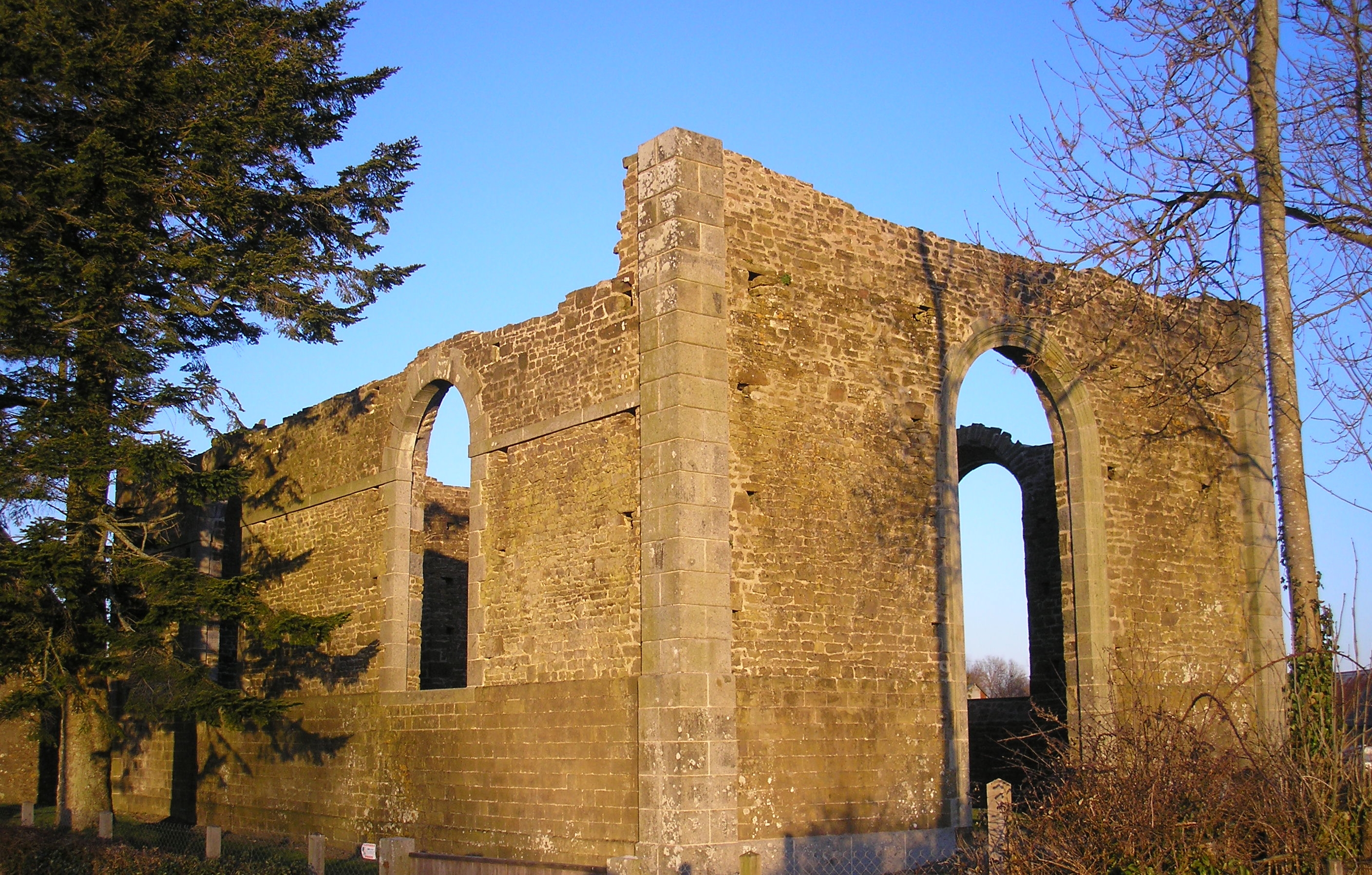
Le grand temple protestant inachevé.
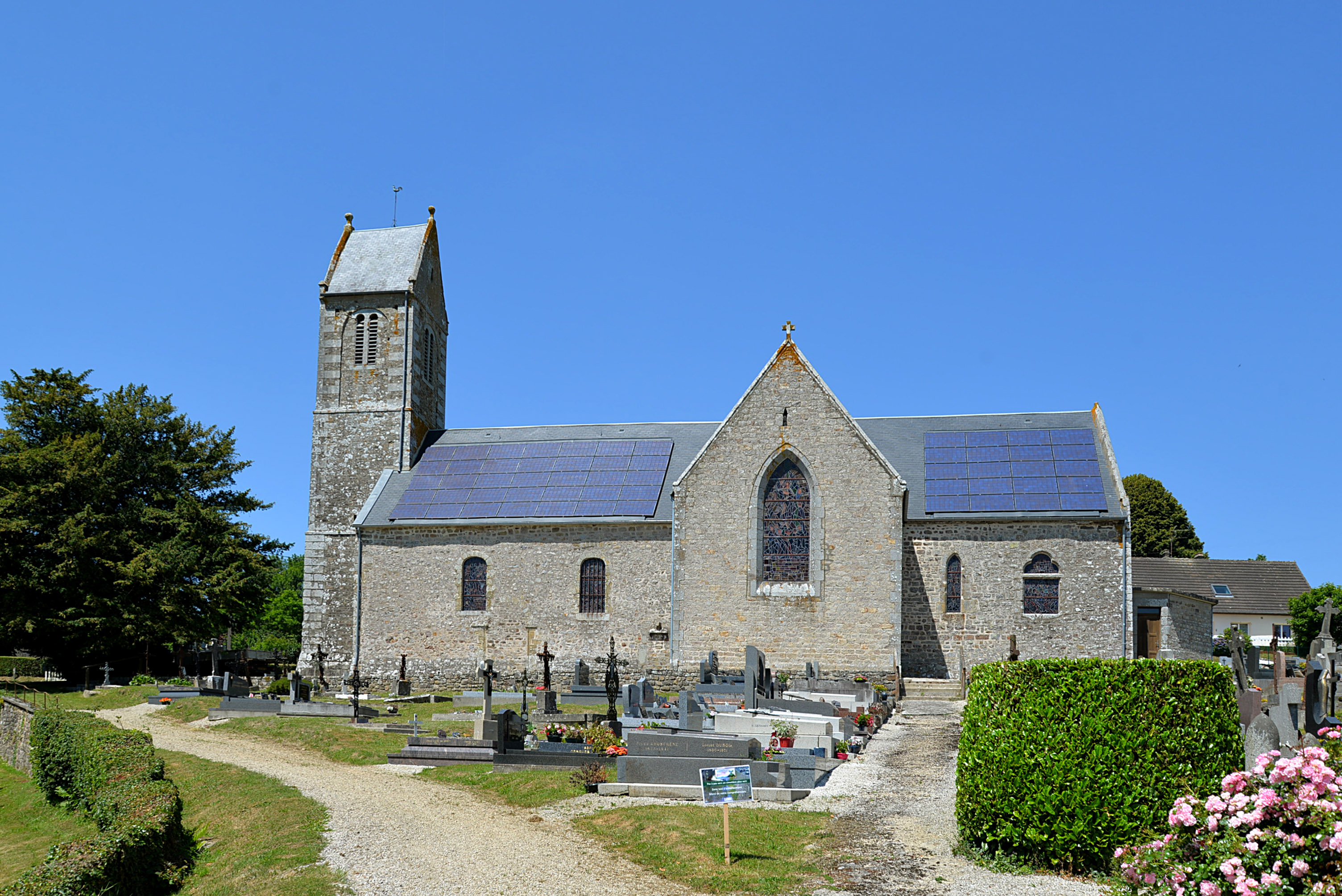
L’église Saint-Pierre.
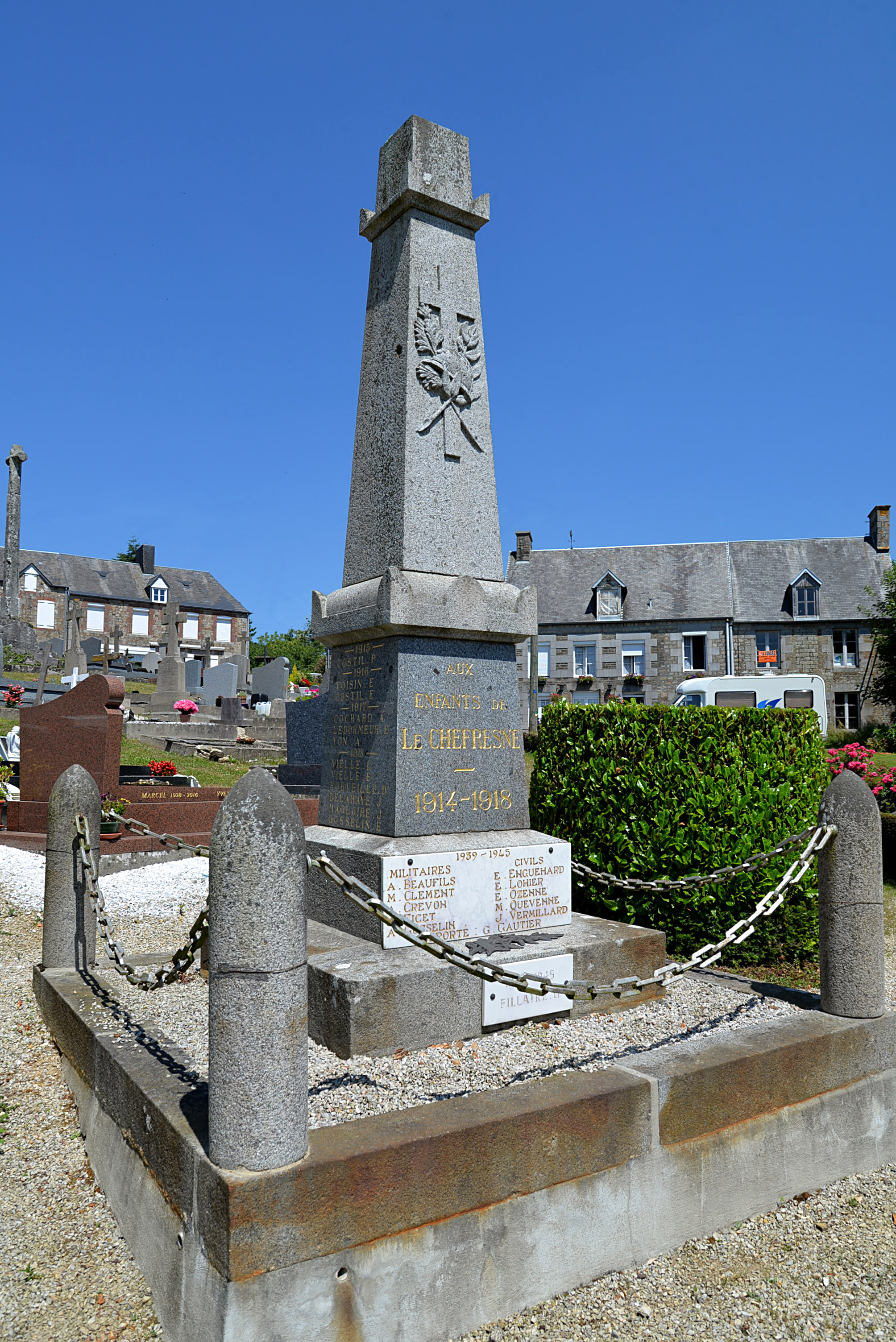
Le monument aux morts.

### Personnalités liées à la commune
- Jacques Pinel (1703-1775) architecte à l'origine de nombreux édifices de la région. Il est inhumé avec son épouse et son fils unique dans l'église du Chefresne.
- Théophile Maupas (1874-1915), un des quatre caporaux de Souain, et son épouse, Blanche, étaient instituteurs au Chefresne[31]. Blanche (1883-1962) mena une longue lutte pour réhabiliter la mémoire de son mari et des autres fusillés pour l'exemple, ce qui fut obtenu pour les caporaux de Souain en mars 1934. Le téléfilm Blanche Maupas (2009) raconte cette lutte (il n'a pas été tourné dans la commune).
- Georges Gautier (1901 au Chefresne - 1945), résistant. Il est arrêté en mai 1943 puis déporté à Dachau où il meurt du typhus en février 1945[32].

### Héraldique
| Blason de Le Chefresne | Blason  | Parti : au premier d'argent au frêne de sinople, au second d'azur à la croix huguenote d'or ; le tout sommé d'un chef de gueules chargé d'un léopard d'or armé et lampassé d'azur. |
| Blason de Le Chefresne | Détails | Le léopard d'or sur champ de gueules rappelle les armes de la Normandie |